# Вандерсон Соуза Карнейро
Вандерсон де Соуза Карнейро (порт. Wanderson de Sousa Carneiro, відомий за прізвиськом Байяно (порт. Baiano) — бразильський футболіст, захисник.

## Ігрова кар'єра
Починав грати на батьківщині у нижчолігових футбольних командах. 2008 року перебрався до Португалії, уклавши контракт «Белененсешем», в якому протягом сезону взяв участь лише у 8 матчах чемпіонату.
Своєю грою за цю команду, утім, зацікавив представників тренерського штабу клубу «Пасуш ді Феррейра», до складу якого приєднався 2009 року. Відіграв за клуб з міста Пасуш-ді-Феррейра наступні два сезони своєї ігрової кар'єри. Більшість часу, проведеного у складі «Пасуш ді Феррейра», був основним гравцем захисту команди.
2011 року на правах вільного агента уклав контракт з «Брагою». Того ж року перебував у короткочасній оренді в команді «Візела». Після цього протягом двох сезонів був резервним гравцем у «Бразі» і лише починаючи з сезону 2014/15 закріпив за собою стабільне місце у стартовому складі команди з Браги.
Сезон 2017/18 відіграв в іспанській Сегунді за «Райо Вальєкано», після чого перебрався до Туреччини, уклавши контракт з «Аланьяспором».

## Досягнення
- Володар Кубка Португалії з футболу (1):

«Брага»: 2015-16
- Володар Кубка португальської ліги з футболу (1):

«Брага»: 2012-13
- Чемпіон Сегунди (1):

«Райо Вальєкано»: 2017-18